# Francisco Marín Sola
Francisco Marín-Sola O.P. (Cárcar, 22 de novembro de 1873 - Manila, 5 de junho de 1932) religioso e filósofo dominicano español. Era chamado de "o Sábio Marín".

## Biografia
Recebeu o hábito da Ordem Dominicana em 1897. Tendo feito os estudos de Filosofia em Ocaña e os de Teologia em Ávila, em 1897 foi enviado às Ilhas Filipinas, onde se ordenou sacerdote em 18 de setembro de 1897. Dedicou sua vida à investigação e ao ensino, primeiro das Humanidades e depois da Filosofia e Teologia em Manila, Ávila, Rosaryville (Estados Unidos) e Friburgo (Suíça).

### Obra teológica
Quando começa a publicar sua série de artigos sobre a homogeneidade da doutrina católica, "Ciencia Tomista" (1911-22) e "Revue Thomiste" 1914, estudava em teologia católica o problema de como o dogma conserva o mesmo sentido, não obstante sua evolução no curso do tempo; problema agudizado pelo modernismo. Frei Francisco crê encontrar a solução na mesma natureza da verdadeira conclusão teológica. .